# Dorfkirche Röpersdorf

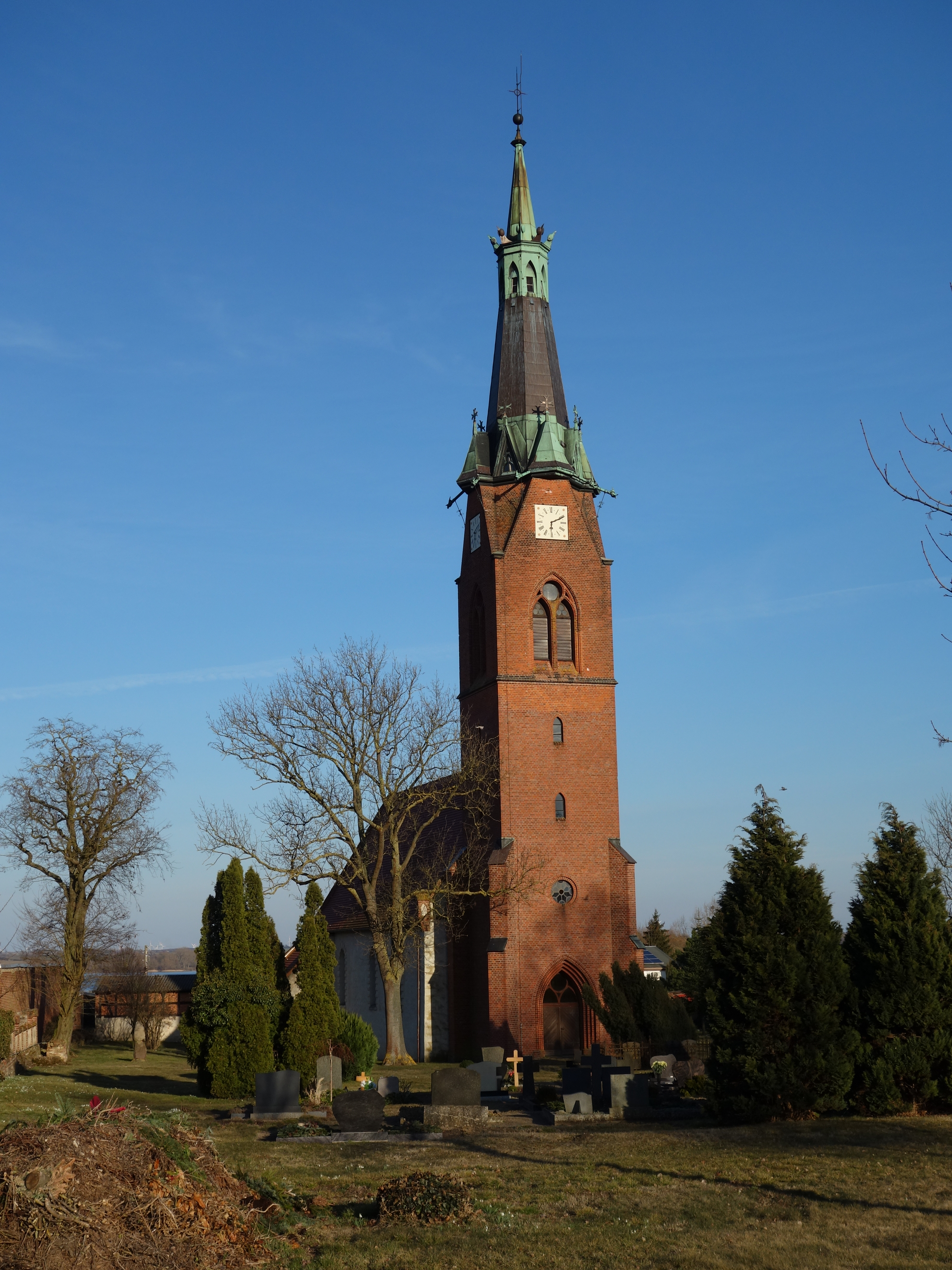
Nordwestansicht

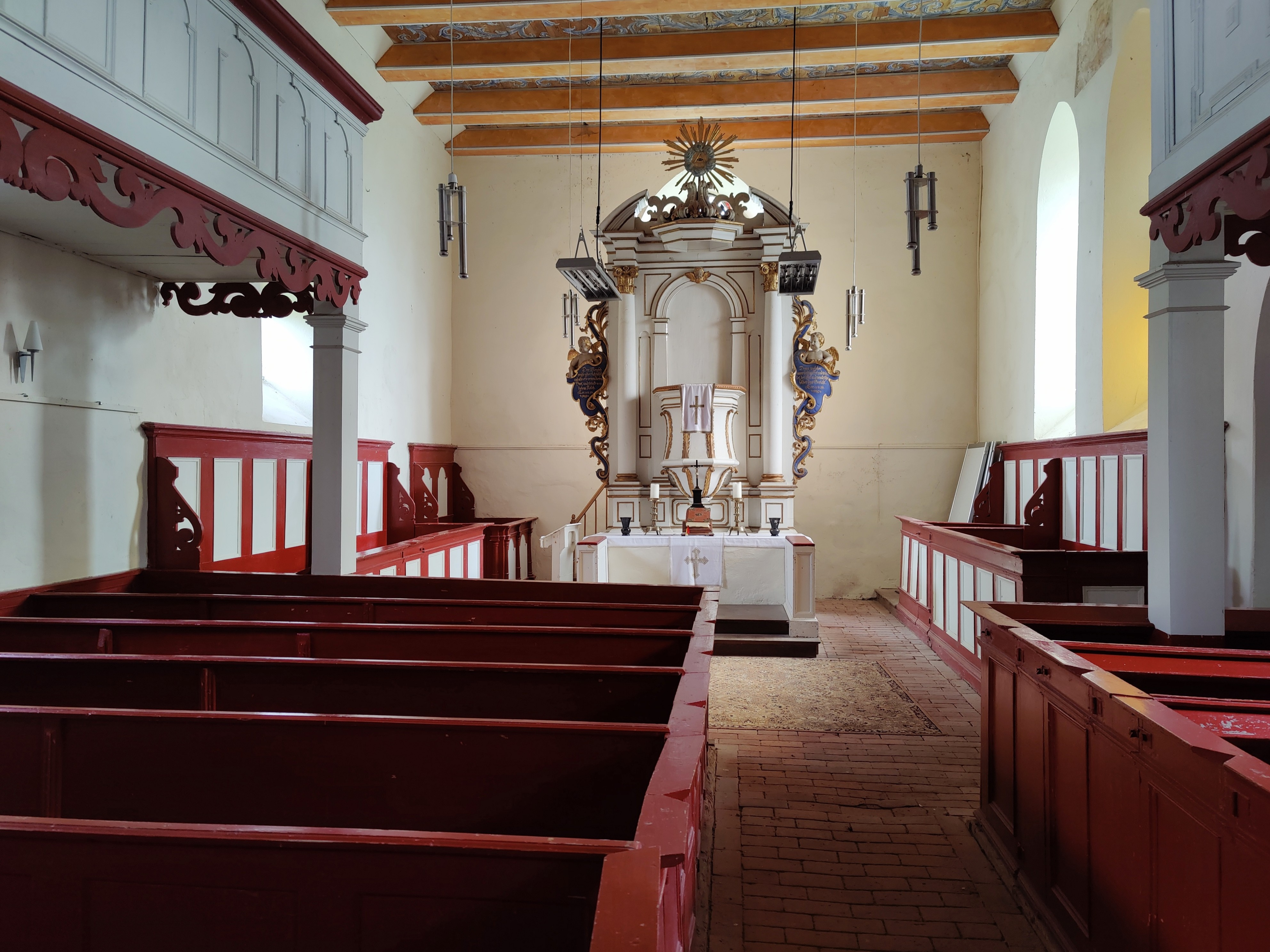
Östlicher Innenraum (2020)

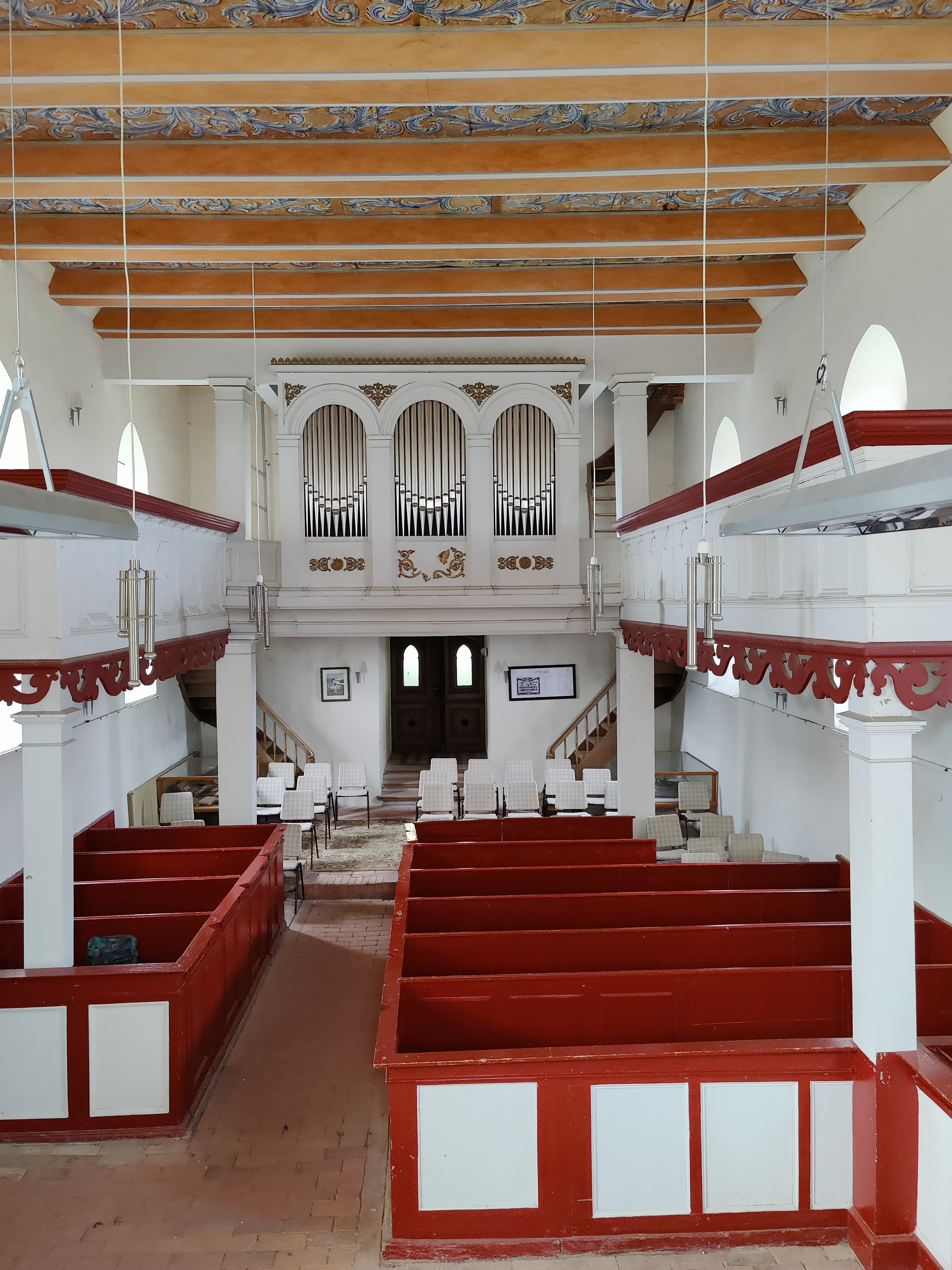
Blick zur Orgel

Die Dorfkirche Röpersdorf ist ein Kirchengebäude im Ortsteil Röpersdorf der Gemeinde Nordwestuckermark im Landkreis Uckermark des deutschen Bundeslandes Brandenburg. Die  Kirchengemeinde gehört zur Kirchengemeinde Potzlow-Lindenhagen im Kirchenkreis Uckermark der Evangelischen Kirche Berlin-Brandenburg-schlesische Oberlausitz.

## Architektur
Das Kirchenschiff der Saalkirche ist ein gotischer Feldsteinbau aus der zweiten Hälfte des 13. Jahrhunderts und hat eine Länge von 19 Metern bei 9 Metern Breite. An der Nordseite des Rechteckchores wurde eine Sakristei angefügt. Das Dachwerk stammt aus dem Jahr 1380, wie dendrochronologische Untersuchungen ergaben. Im 18. Jahrhundert wurden einige Umbauten vorgenommen, so auch ein erster Turm. Außerdem wurden die Fenster verbreitert und die Außenwände verputzt.
Im Jahr 1890 erfolgte ein umfassender Umbau des Gebäudes. Dabei wurde der 40 Meter hohe quadratische Westturm aus Backstein in neugotischer Form erneuert. Die Turmspitze wurde als achteckiger Spitzhelm mit Wasserspeiern und einem laternenartigen Helmkranz ausgebildet. Die Fenster wurden zur selben Zeit spitzbogig erweitert und mit gequaderten Putzrahmen versehen. Ebenso wurde das Südportal mit einer neugotischen Vorhalle ausgestattet.

Die heutige Kirchhofeinfriedung entstand um 1900 als Ziegel- und Backsteinbau, darin befindet sich das Kirchhofportal aus dem 16. Jahrhundert.  Die Kirche sowie die Kirchhofeinfriedung und Orgel stehen unter Denkmalschutz.

## Innengestaltung
Im Inneren der Kirche wurde bei Sanierungsarbeiten im Jahr 2003 eine bemalte Holzdecke freigelegt. Die Emporen im Westen, Norden und Süden stammen aus dem Umbau im 18. Jahrhundert. Auch der Kanzelaltar stammt aus dieser Zeit.
In der Kirche befindet sich eine Orgel des Berliner Orgelbauers Carl August Buchholz aus dem Jahr 1848 mit neun Registern auf einem Manual und Pedal.